# Skuhrov (Havlíčkův Brod-i járás)
Skuhrov település Csehországban, a Havlíčkův Brod-i járásban. Skuhrov Tis, Olešná, Sedletín, Lučice, Malčín és Kámen településekkel határos. Lakosainak száma 312 fő (2024. január 1.).

## Népesség
A település lakosságának változását az alábbi diagram mutatja:
| Lakosok száma | 362  | 346  | 341  | 285  | 251  | 249  | 286  | 277  | 294  | 312  |
|               | 1869 | 1890 | 1921 | 1950 | 1980 | 2001 | 2017 | 2019 | 2022 | 2024 |